# Plays Live
Plays Live è il quinto album ufficiale ed il primo lavoro live della carriera da solista di Peter Gabriel, pubblicato nel 1983

## Il disco
Plays Live registrato nell'autunno 1982 nel tour statunitense e canadese.
La Band che lo supporta è composta da: Jerry Marotta, Tony Levin, David Rhodes, Larry Fast.
Nelle note di copertina si fa riferimento a sovraincisioni effettuate da Gabriel in studio.

## Tracce
CD 1
1. The Rhythm Of The Heat - 6:26
2. I Have The Touch - 4:49
3. Not One Of Us - 5:44
4. Family Snapshot - 4:47
5. D.I.Y - 4:06
6. The Family And The Fishing Net - 7:34
7. Intruder - 4:48
8. I Go Swimming (traccia inedita) - 5:00

CD 2
1. San Jacinto - 8:25
2. Solsbury Hill - 4:40
3. No Self Control - 5:01
4. I Don't Remember - 4:12
5. Shock The Monkey - 7:08
6. Humdrum - 4:23
7. On The Air - 5:21
8. Biko - 6:51

### Plays Live (Highlights)[edit]
1. "I Have the Touch" – 4:47
2. "Family Snapshot" – 4:47
3. "D.I.Y." – 4:05
4. "The Family and the Fishing Net" – 7:38
5. "I Go Swimming" – 4:54
6. "San Jacinto" – 8:19
7. "Solsbury Hill" – 4:41
8. "No Self Control" – 5:04
9. "I Don't Remember" – 4:12
10. "Shock the Monkey" – 7:10
11. "Humdrum" – 4:21
12. "Biko" – 6:52